# Arni (postać biblijna)
Arni, także Ram (hebr. רם) − postać biblijna, syn Chesrona, przodek króla Dawida.
Jego miejsce w genealogii oraz potomków wymieniają 1 Księga Kronik oraz Księga Rut. W Nowym Testamencie forma imienia w dwóch wariantach: Aram oraz Arni. Żył najpewniej w czasach, gdy naród wybrany przebywał w Egipcie.